# Roland Topor
Roland Topor (* 7. Januar 1938 in Paris; † 16. April 1997 ebenda) war ein französischer Künstler und Schriftsteller.

## Leben
Roland Topor war Sohn polnisch-jüdischer Einwanderer. Sein Vater Abram Topor hatte in Warschau Bildhauerei studiert. 1929 kam er nach Paris in der Hoffnung, als Künstler leben und arbeiten zu können, was ihm nicht gelang. Er ließ seine Verlobte Zlata Binsztok, Roland Topors Mutter, nachkommen und arbeitete nach Ablauf seines Stipendiums als Polsterer und Hersteller von Lederwaren. Rolands Schwester Hélène d’Almeida-Topor wurde 1932 geboren.
Während der nationalsozialistischen Besatzung Frankreichs wurde Roland Topor von seinen Eltern bei Pflegeeltern auf dem Land in Savoyen versteckt. Sein Vater war in Pithiviers interniert. Nach dem Ende des Krieges besuchte Topor von 1946 bis 1955 das Lycée Jacques Decour in Paris. Von 1955 bis 1964 studierte er an der École nationale des beaux-arts in Paris, hauptsächlich, weil er nicht zum Algerienkrieg eingezogen werden wollte. Ab 1958 veröffentlichte er Zeichnungen in den Zeitschriften Bizarre, Arts, der humoristischen Le Rire. Im Science-Fiction-Magazin Fiction veröffentlichte er erste Novellen.
Zusammen mit dem befreundeten Fernando Arrabal gründete er um 1960 herum die sogenannte Panik-Bewegung (groupe panique), benannt nach dem griechischen Gott Pan. Dabei handelte es sich aber nicht eigentlich um eine künstlerische Bewegung, sondern eher um einen Scherz, der den beiden Gründern und ihren Freunden dazu diente, Journalisten an der Nase herumzuführen.
Topor war ein sehr vielseitiger Künstler. Er zeichnete für Ausstellungen und Mappen, illustrierte Bücher (z. B. den Pinocchio von Carlo Collodi), machte Filmplakate (z. B. für Die Blechtrommel von Volker Schlöndorff und Nosferatu von Werner Herzog), schuf Bühnenbilder und verfasste Prosa und Theaterstücke. Sein Roman Der Mieter wurde von Roman Polański 1976 verfilmt.
Er spielte selber in einigen Filmen mit und war maßgeblich bei dem phantastischen Zeichentrickfilm Der wilde Planet (1973) und dem Film Marquis (1989) beteiligt. Letzterer behandelt die Geschichte des Marquis de Sade, als dieser am Vorabend der Französischen Revolution in der Bastille gefangen gehalten wird. Der Film entstand in Zusammenarbeit mit Henri Xhonneux und wurde von Schauspielern realisiert, die Tiermasken trugen. Eine Hauptrolle spielt der (sprechende) Penis des Marquis, der von einer Puppe dargestellt wurde. Neben de Sade tauchen auch Figuren aus dessen Werken (Justine und Juliette) sowie andere literarische Figuren (Jacques der Fatalist) auf.
Zuvor schon war in Zusammenarbeit mit Henri Xhonneux Téléchat (deutsch Die Sendung mit der Katze) entstanden, eine satirische Kinderserie, die bei französischen Jugendlichen bald Kultstatus genoss und in 234 Folgen zwischen 1982 und 1986 ausgestrahlt wurde.
Außerdem stammen von Topor die Zeichnungen, die in Federico Fellinis Film Casanova als Projektionen der Laterna magica im Bauch des Walfisches Mona zu sehen sind.
Er war seit Mitte 1960 mit Wolfram Siebeck befreundet, dessen Buch Kulinarische Notizen er 1980 illustrierte.
Topor starb an einer Gehirnblutung nach einem Sturz. Begraben wurde Topor auf dem Friedhof Montparnasse.

## Zitate
„Bewunderungswürdig ist

mit welch milder Dickköpfigkeit

sich das Genie Topors anschickt

unsere Seele in Besitz zu nehmen.

Er dringt in unser Verborgenes vor

bricht das Schweigen

triumphiert über dumpfe Finsternis

verhext, tranportiert, erleuchtet.“

„Das ist es, was mich an Topor so fasziniert: seine grenzenlose Melancholie, seine dermaßen hoffnungslose Welt, die aber gleichzeitig so perfekt und  mit allen Details versehen dargestellt wird, daß sie schließlich fast gemütlich ausschaut.“

„Wir biegen nach links in die rue de Charonne, die hier beginnt und ziemlich weit bis zum 12. Arrondissement führt, an die Südseite des Père Lachaise.
„Ob sie dich dort eines Tages mit großem Pomp beerdigen werden? Neben Cocteau und Sartre?“ frage ich Topor. Er zieht eine Grimasse und korrigiert mich: „Sartre liegt auf dem Friedhof von Montparnasse. Und ich lande wahrscheinlich in einem Sack auf dem Müll.“ Die Vorstellung scheint ihn zu erheitern; er lacht gellend.“

## Auszeichnungen
- 1970 Prix des Deux Magots für Joko fête son anniversaire
- 1981 Grand Prix national pour les arts graphiques
- 1985 Kunstpreis der Stadt Darmstadt
- 1990 Grand Prix de la Ville de Paris

## Werke

### Literarische Werke (auf Deutsch)
- Jokos Ehrentag oder der Kongress reitet auf Joko (= Joko fête son anniversaire, 1969). Übersetzt von Nikolaus Klocke. S. Fischer, Frankfurt am Main 1974, ISBN 3-10-078501-0.
- Der Mieter (= Le Locataire chimérique, 1964). Übersetzt von Wolfram Schäfer. Diogenes, Zürich 1976, ISBN 3-257-20358-6 (als Der Mieter verfilmt von und mit Roman Polański; als gleichnamige Oper mit dem Libretto von Händl Klaus uraufgeführt 2017).
- Memoiren eines alten Arschlochs (= Mémoires d’un vieux con, 1975). Übersetzt von Eugen Helmlé. Diogenes, Zürich 1977; Taschenbuch ebd. 1980, ISBN 3-257-20775-1.
- Die Wahrheit über Max Lampin (= La verité sur Max Lampin, 1968). Transkribiert von Gundel Gelbert. Zweitausendeins, Frankfurt am Main 1983; Alexander, Berlin 2001, ISBN 3-89581-059-2.
- Susanne – Geschichte seines Fußes. Eine kriminelle Liebestragödie (= Portrait en pied de Suzanne, 1978). Übersetzt von Una Pfau. Kramer, Berlin 1985, ISBN 3-87956-169-9.
- Monsieur Laurents Baby. Ein Melodram (= Le bébé de Monsieur Laurent, 1972). Autofrisierte Überätzung aus dem Welschen von Heribert Becker. Kramer, Berlin 1986, ISBN 3-87956-170-2.
- Der schönste Busen der Welt. Zweiundfünfzig Geschichten und eine Utopie. Übersetzt von Ursula Vogel. Diogenes, Zürich 1987, ISBN 3-257-01751-0 (Die Titelgeschichte war 1990 Grundlage für den Film Der schönste Busen der Welt von Rainer Kaufmann).
- Kunstpause (= Jachère party, 1996). Übersetzt von Bettina Arlt. Rowohlt Taschenbuch, Reinbek 2000, ISBN 3-499-22404-6.
- Daniel Keel und Daniel Kampa (Hrsg.): Tragikomödien. Mit einem Vorwort von Arnon Grünberg, Diogenes, Zürich 2008, ISBN 978-3-257-06599-2.

### Filmografie
- 1966: Les Escargots (Drehbuch/Illustration, Regie: René Laloux)
- 1972: Alfred, die Knallerbse (Les malheures d’Alfred)
- 1973: Der wilde Planet (La planète sauvage)
- 1979: Nosferatu – Phantom der Nacht – als Schauspieler
- 1979: Die Hamburger Krankheit (Drehbuch)
- 1983–1985: Die Sendung mit der Katze (Téléchat)
- 1984: Eine Liebe von Swann (Un amour de Swann) – als Schauspieler
- 1989: Marquis de Sade (Marquis)

### Theaterausstattung
- Ubu Rex, Oper von Krzysztof Penderecki, Uraufführung 6. Juli 1991 am Nationaltheater München
- Antonius und Cleopatra, Staatstheater Kassel 1989
- Die Zauberflöte, Aalto-Theater Essen 1990
- Ubu roi, Théâtre national de Chaillot in Paris 1992
- Don Chisiotte in Sierra Morena, Innsbrucker Festwochen der Alten Musik 1992
- Le Grand Macabre, Teatro Comunale di Bologna 1978

## Ausstellungen
- 19. März bis 26. Juni 2016: Ausstellungshaus Spoerri: François Morellet – Daniel Spoerri – Roland Topor.
- 29. Juni bis 30. September 2018: Panoptikum. Museum Folkwang, Essen.